# Georgia on My Mind
«Georgia on My Mind» (с англ. — «Джорджия в моих мыслях») — американская песня, написанная в 1930 году Хоги Кармайклом (музыка) и Стюартом Горреллом (слова). 
Первая запись песни была осуществлена 15 сентября 1930 года в исполнении Кармайкла и его оркестра (ему же принадлежала вокальная партия). Самая известная версия была записана Рэем Чарльзом в 1960 году для альбома The Genius Hits the Road. Сингл с песней занял первое место в американском хит-параде, в 1961 году Чарльз получил за неё премию «Грэмми».
Кавер-версии этой песни также записывали такие исполнители, как Луи Армстронг, Дин Мартин, Гленн Миллер, Элла Фицджеральд, Глэдис Найт, Джеймс Браун, Гровер Вашингтон, Ашер, Билли Холидей, Энни Леннокс, The Band, Джанго Рейнхардт, Вес Монтгомери, Джон Мейер, Джерри Ли Льюис, The Righteous Brothers, Том Джонс, Вэн Моррисон, Бинг Кросби (1956, 1975), Вилли Нельсон, Майкл Болтон, Coldplay и The Spencer Davis Group.
Интерпретировать имя в песне можно по-разному, так как Джорджия — одновременно и женское имя, и название американского штата.
24 апреля 1979 года песня стала официальным гимном Джорджии.

## Интересные факты
В песне группы The Beatles «Back in the U.S.S.R.» есть строчка «That Georgia’s always on my mind», но она относится к Грузии.